# 丘 (行星命名法)
丘 （Collis，複數：colles；源自拉丁文的小山）是小山丘或天體上的球形突出物。這個詞用在行星命名：它是一部份這種地形特徵的國際專有名詞。在英文中，它像其它通用的術語一樣，首字母要大寫，並且置於主體的後面，例如土衛六泰坦上的比爾博丘（Bilbo Colles）；唯一的例外是火星的Colles Nili。迄2015年，只有成組的小山才用這個名詞，因此在英文都是以複數的形式呈現。

## 外部連結
- 目前命名為丘的地形特徵列表：金星、 火星、泰坦
- 维基共享资源上的相關多媒體資源：丘